# Gangulu
Gangulu är ett utdött australiskt språk. Gangulu talades i Queensland i Australien och tillhörde de pama-nyunganska språken.